# Раю
Раю (рум. Raiu) — село у повіті Васлуй в Румунії. Адміністративно підпорядковане місту Мурджень.
Село розташоване на відстані 250 км на північний схід від Бухареста, 49 км на південний схід від Васлуя, 107 км на південь від Ясс, 90 км на північ від Галаца.

## Населення
За даними перепису населення 2002 року у селі проживали 720 осіб, усі — румуни. Усі жителі села рідною мовою назвали румунську.